# Кунда
Ку́нда (ест. Kunda linn) — місто на півночі Естонії, у повіті Ляене-Вірумаа.

## Населення
Чисельність населення на 1 січня 2017 року становила 3059 осіб.

## Історія
Місто відоме з XIII століття. До середини XIX століття Кунда залишалась невеликим селищем. 1870 року почалося будівництво одного з найбільших у Росії цементних заводів, у 1893 — перша промислова електростанція в Естонії. Усе це сприяло розвитку селища, тож 1938 року воно отримало статус міста.

## Економіка

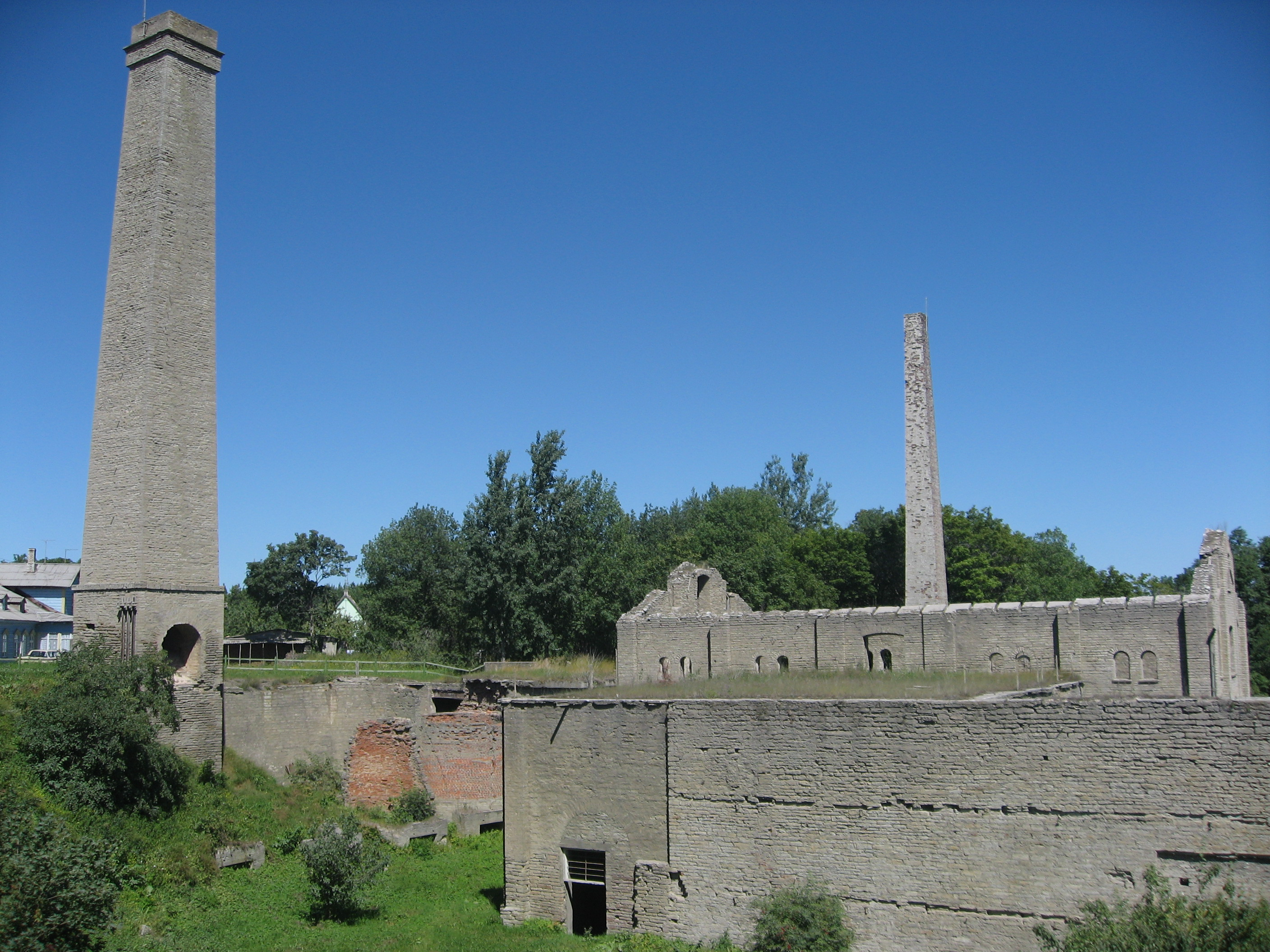
Старі цементні будівлі в Кунда

Кунда — важливе промислове і портове місто північного сходу Естонії. Тут діє цементний завод (943 тис. тонн продукції в 2006 р.), торговий порт (1,7 млн тонн вантажів в 2007 р.), в 2006 р. побудований целюлозний завод потужністю 140 тисяч тонн.
Промисловість харчова та цементна. Є музей цементу.

## Пам'ятки

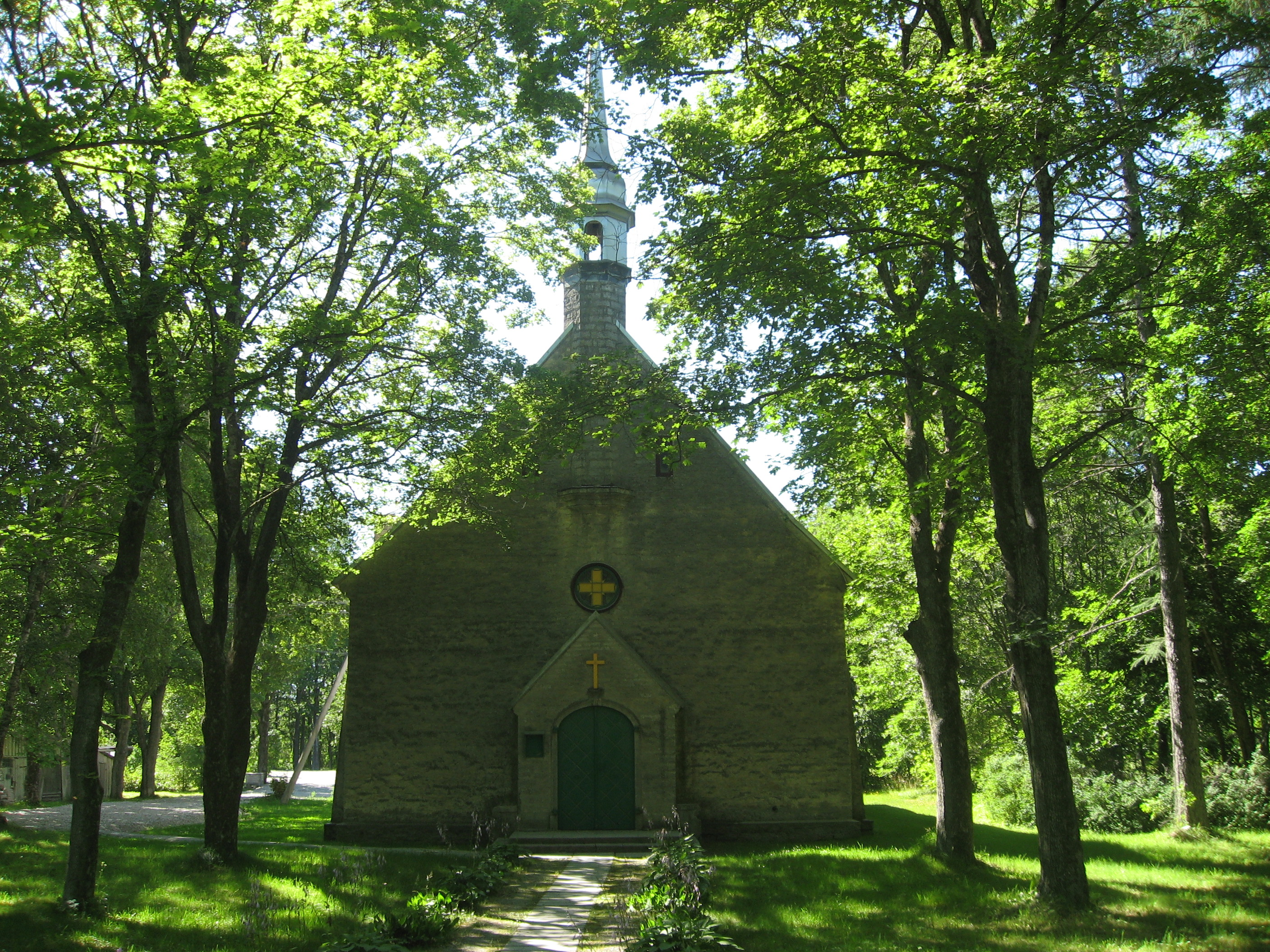
Церква в Кунда

Біля Кунда на пагорбі Ламмасмягі, який був островом на стародавньому озері, знайдені залишки найдавнішого в Естонії поселення давньої людини (близько 10 тисяч років тому). Неподалік від міста на узбережжі є руїни Тоолсе.

## Видатні особи
У місті народився естонський астроном Ернст Епік.